# Une sacrée fripouille
Pour plus de détails, voir Fiche technique et Distribution.
Une sacrée fripouille (titre original : The Flim-Flam Man) est un film américain d'Irvin Kershner sorti en 1967.

## Synopsis
Alors qu'ils font un déplacement illicite dans un train de marchandises, Mordecai et Curley, deux fuyards, se rencontrent et font connaissance. Le premier est un escroc voulant échapper à la meute de ses victimes tandis que le deuxième est un déserteur qui ne supporte plus les brimades de l'armée. Tous deux décident de s'associer pour produire d'ingénieuses combines. Mais tout se complique lorsque les deux hommes rencontrent la jeune et jolie Bonnie Lee...

## Fiche technique
- Titre original : The Flim-Flam Man
- Réalisation : Irvin Kershner
- Scénario : William Rose d'après le roman de Guy Owen
- Directeur de la photographie : Charles Lang
- Montage : Robert Swink
- Musique : Jerry Goldsmith
- Costumes : Dorothy Jeakins
- Production : Lawrence Turman
- Genre : Comédie
- Pays :  États-Unis
- Durée : 104 minutes (1 h 44)
- Date de sortie :
  -  États-Unis : 22 août 1967 (New York)
  -  France : 27 octobre 1967
- Affiche : Raymond Elseviers (Belgique)

## Distribution
- George C. Scott (VF : Philippe Dumat) : Mordecai Jones
- Sue Lyon (VF : Arlette Thomas) : Bonnie Lee Packard
- Jack Albertson (VF : André Valmy) : M. Packard
- Harry Morgan (VF : Guy Piérauld) : le shérif Slade
- Alice Ghostley (VF : Jacqueline Ferrière) : Mrs. Packard
- Albert Salmi (VF : Claude Bertrand) : le shérif-adjoint Meshaw
- Slim Pickens (VF : Jean Clarieux) : Jarvis Bates
- Michael Sarrazin (VF : Philippe Ogouz) : Jason 'Curley' Treadaway
- Strother Martin (VF : Georges Hubert) : le capitaine Lovick
- George Mitchell : Tetter, l'épicier
- Woodrow Parfrey (VF : Pierre Leproux) : le directeur du supermarché